# Carolina de Saxònia-Weimar-Eisenach
Carolina Lluïsa de Saxònia-Weimar-Eisenach va ser una noble alemanya nascuda a Weimar el 18 de juliol de 1786 i morta a Ludwigslust el 20 de gener de 1816. Va ser l'única filla que va sobreviure del matrimoni format per Carles August, Gran Duc de Saxònia-Weimar-Eisenach (1757-1828) i Lluïsa de Hessen-Darmstadt (1757-1830).
L'1 de juliol de 1810 es va convertir en la segona dona de Frederic Lluís de Mecklenburg-Schwerin, amb el qual va tenir tres fills:
1. Albert de Mecklenburg-Schwerin (1812-1834)
2. Helena de Mecklenburg-Schwerin (1814-1858), que el 1837 es va casar amb Ferran Felip d'Orleans (1810-1842) el fill gran de Lluís Felip I de França
3. Magnus de Mecklenburg-Schwerin (1815-1816)

## Enllaços extrens
^ http://www.genealogy.euweb.cz/wettin/wettin5.html#MAA
^ http://genealogy.euweb.cz/meckl/meckl6.html
^ http://www.geneall.net/D/per_page.php?id=9872
^ http://www.germany-press.de/reisefuehrer/MECKPOM/caroline%20von%20weimar.pdf